# وشم السخام
وشم السخام (بالإنجليزية: Soot tattoo)‏ هو حالة جلدية قد تكون علامة على تعاطي المخدرات. تظهر هذه العلامة بعد حقن بقايا كاربون بواسطة أبرة بعد تسخين طرفها.

## وشم السخام في التاريخ
يعد الوشم بالسخام أقدم أنواع الوشم في العالم، فقد اكتشفت جثة أوتزي البالغة من العمر 5300 سنة في منطقة الحدود الإيطالية النمساوية وكانت الجثة تحتوي على علامات وشم بالسخام.
كما لا يزال الوشم بالشخام مستخدما في بعض البلدان والمجتمعات وخصوصا كبار السن.